# Николай Ганчев
Николай Николаев Ганчев е български военен прокурор, бригаден генерал.

## Биография
Роден е на 4 октомври 1950 г. в Русе. Завършва право в Софийския университет. Бил е младши прокурор в родния си град. В продължение на 11 години е военен следовател и военен обвинител към Варненската военна прокуратура. През юни 2002 г. е назначен за началник на Военно-апелативната прокуратура в България. От 3 юни 2004 г. е бригаден генерал като изпълняващ длъжността военно-апелативен прокурор на Военно-апелативната прокуратура. Бил е член на Висшия съдебен съвет. Уволнен е на 13 декември 2007 г. от Висшия съдебен съвет с мотив уронване на престижа на професията поради връзки с ръководител на русенска престъпна група Илиян Пенев-Мацолата. През 2008 г. е върнат отново на работа като заместник-апелативен прокурор на София.